# Rolls-Royce Phantom III
O Phantom III foi o último modelo da Rolls-Royce construído antes da Segunda Guerra Mundial. Foi introduzido em 1936 e substituiu o Rolls-Royce Phantom II.
Um Phantom III de 1937, pintado de amarelo-ouro, apareceu como veículo de Goldfinger no filme James Bond: 007 contra Goldfinger (1963).